# TEMPO
TEMPO, 2,2,6,6-tetrametylo-1-oksopiperydyna – organiczny związek chemiczny z grupy stabilnych rodników nitroksylowych (SNRs, z ang. Stable Nitroxyl Radicals), które charakteryzuje obecność nitroksylowej grupy funkcyjnej (N−O), w której wolny rodnik jest umiejscowiony na atomie tlenu. Ma postać krystalicznego proszku o pomarańczowoczerwonym zabarwieniu. TEMPO zostało odkryte przez O.L. Lebiediewa i S.N. Kazarnowskiego w 1960 roku. TEMPO jest wykorzystywane w chemii oraz biochemii, między innymi jako znacznik spinowy w spektroskopii elektronowego rezonansu paramagnetycznego (EPR), jako reagent w syntezie organicznej (organokatalizator) oraz jako mediator w kontrolowanej polimeryzacji rodnikowej (NMRP).

## Synteza
Znanych jest wiele metod otrzymywania rodnika TEMPO. Większość z nich opiera się na syntezie 2,2,6,6-tetrametylopiperydyny, a następnie utlenienia jej do TEMPO za pomocą specyficznych utleniaczy. Jedna z metod zaczyna się od reakcji addycji nukleofilowej (1,4-addycja do układu sprzężonego) amoniaku do diizopropylidenoacetonu (tzw. foronu). Uzyskany produkt pośredni jest redukowany w reakcji Wolffa-Kiżnera do 2,2,6,6-tetrametylopiperydyny (najpierw reakcja z hydrazyną, prowadząca do hydrazonu in situ, a następnie usunięcie grupy =N=NH
2 za pomocą zasady lub przez ogrzanie). W ostatnim etapie endocykliczną grupę aminową utlenia się do aminoksylu (R
2N−O·) za pomocą np. nadtlenku wodoru w obecności wolframianu sodu.

## Budowa i stabilność
TEMPO w warunkach standardowych jest pomarańczowoczerwonym krystalicznym ciałem stałym, które bardzo łatwo sublimuje. Trwałość TEMPO wynika z szeregu efektów stabilizujących jego strukturę. Najważniejszym czynnikiem jest występowanie rezonansu chemicznego pomiędzy atomami tlenu i azotu, wynikającym z istnienia niewiążących elektronów na atomie azotu, czyli powstania dodatkowego wiązania typu 2c3e (z ang. two-center three-electron bond – wiązanie 2-centrowe 3-elektronowe) oraz hiperkoniugacji. Dodatkowym czynnikiem jest efekt steryczny wynikający z obecności czterech grup metylowych w sąsiedztwie grupy aminoksylowej. Grupy metylowe uniemożliwiają tworzenie się podwójnego wiązania pomiędzy atomem azotu a sąsiadującymi atomami węgla. Taka zawada steryczna znacząco ogranicza dostęp do niesparowanego elektronu, co uniemożliwia zajście reakcji rekombinacji i dysmutacji (dysproporcjonacji) między dwoma rodnikami nitroksylowymi. W wyniku dysmutacji nitroksydy przekształcają się w odpowiednią N-hydroksyloaminę oraz odpowiedni nitron. Struktura rodnika TEMPO została potwierdzona eksperymentalnie za pomocą rentgenografii strukturalnej. Długość wiązania N−O wynosi 1,284 Å.

## Zastosowanie

### TEMPO jako organokatalizator

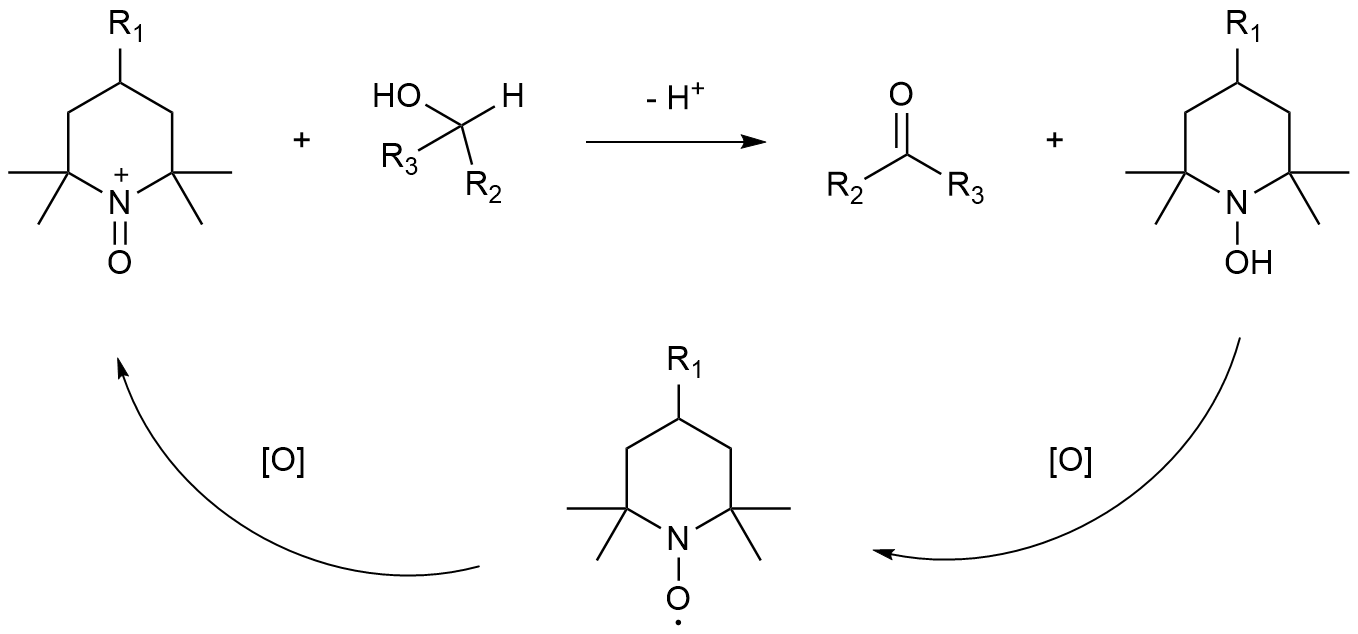
Schemat przedstawiający uogólniony cykl katalityczny utleniania alkoholi za pomocą rodnika TEMPO

Stabilne rodniki nitroksylowe (pochodne TEMPO) znalazły szereg zastosowań, przede wszystkim jako organokatalizatory. Utlenianie pierwszo- i drugorzędowych alkoholi do odpowiednich aldehydów, ketonów czy kwasów karboksylowych jest jedną z fundamentalnych transformacji w chemii organicznej. Znanych jest wiele agresywnych utleniaczy takich jak odczynnik Jonesa (roztwór trójtlenku chromu w rozcieńczonym kwasie siarkowym i acetonie), czy PCC (z ang. Pyridinium chlorochromate – chlorochromian pirydyny, odczynnik Corey’a). Takie związki chemiczne są jednak nieselektywne, utleniają wszystkie dostępne grupy funkcyjne, w rezultacie prowadząc do mieszaniny produktów. Dlatego też jako alternatywa w stosunku do tych odczynników, stabilne rodniki nitroksylowe znalazły szerokie zastosowanie jako katalizatory tych transformacji.
Utlenianie alkoholi katalizowane przez TEMPO zachodzi najczęściej poprzez sól oksoamoniową. Związek ten powstaje in situ w mieszaninie reakcyjnej pod wpływem utleniania TEMPO za pomocą właściwego utleniacza np. podchlorynu lub podbrominu sodu, albo związków jodu wykazujących właściwości utleniające, takich jak PIDA (z ang. iodobenzene I,I-diacetate – I,I-dioctan jodobenzenu) lub PIFA (z ang. iodobenzene I,I-bis(triflluoroacetate) – I,I-bis(trifluorooctan) jodobenzenu). Rodniki nitroksylowe mogą być stosowane w reakcjach utlenienia w ilościach katalitycznych. Pierwszym etapem takiego cyklu katalitycznego jest zwykle nukleofilowy atak atomu tlenu grupy hydroksylowej alkoholu na elektrofilowy atom azotu soli oksoamoniowej. Następnie w wyniku przegrupowania [2,3]-sigmatropowego uwalniany jest odpowiedni związek karbonylowy (aldehyd lub keton) i tworzy się hydroksyloamina. jest ona utleniana następnie do soli oksoamoniowej, co zamyka cykl katalityczny.

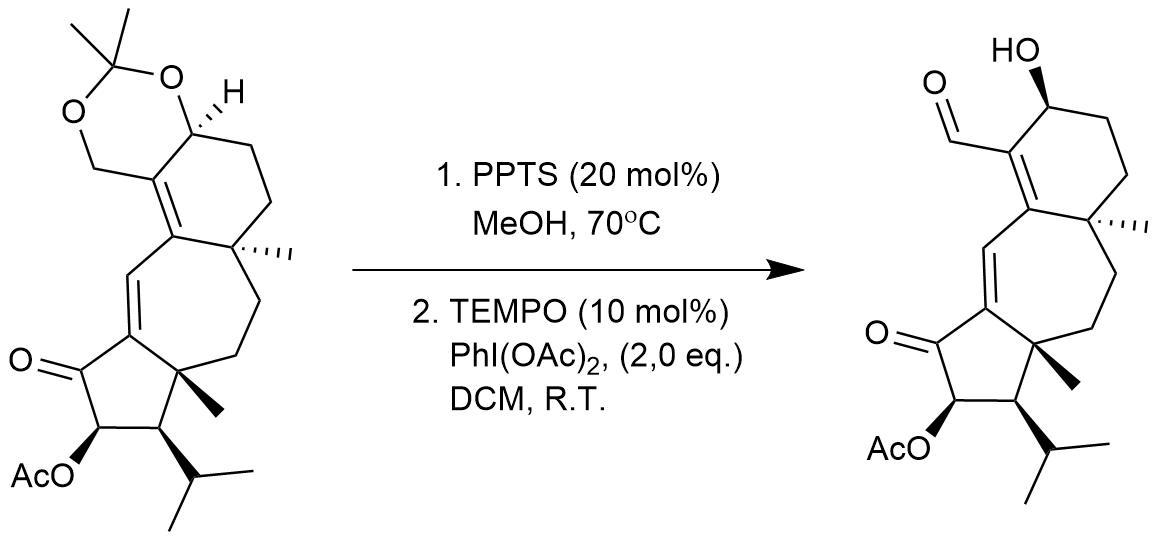
Schemat reakcji odbezpieczenia acetalu za pomocą PPTS i utlenienie pośredniego diolu za pomocą TEMPO w obecności PIDA

Ze względu na znaczną zawadę steryczną związaną z atakiem nukleofilowym alkoholu na sól oksoamoniową, alkohole pierwszorzędowe ulegają utlenianiu katalizowanym przez TEMPO dużo szybciej od alkoholi drugorzędowych. Pozwala to na przeprowadzanie chemoselektywnych transformacji pierwszorzędowych alkoholi w obecności alkoholi drugorzędowych. Selektywność TEMPO w reakcji utleniania grup hydroksylowych została wykorzystana przez Danishefsky’ego i współpracowników w ostatnim etapie totalnej syntezy naturalnego diterpenoidu, guanakastepenu A. W ostatnim etapie syntezy wcześniej otrzymany acetal odbezpieczony został za pomocą para-toluenosulfonianu pirydyny (PPTS, z ang. pyridinium para-toluenosulfonate), a następnie otrzymany pośredni diol utleniono chemoselektywnie do aldehydu za pomocą TEMPO w obecności PIDA, otrzymując guanacastepene A z wydajnością 65%.
Utlenianie alkoholi drugorzędowych z wykorzystaniem chiralnych katalizatorów typu TEMPO może zostać przeprowadzone w sposób enancjoselektywny, wykorzystując rozdział kinetyczny enancjomerów alkoholi drugorzędowych (wykorzystywana jest różnica w szybkościach utleniania poszczególnych enancjomerów). Tanaka i współpracownicy pokazali, że podczas utleniania mieszaniny racemicznej drugorzędowych chiralnych alkoholi benzylowych za pomocą chiralnego analogu TEMPO opartego na szkielecie binaftylu jeden enancjomer ulega utlenianiu do odpowiedniego ketonu szybciej niż drugi, umożliwiając wyizolowanie nieprzereagowanego alkoholu z nadmiarem enancjomerycznym do 91%.

### TEMPO jako mediator polimeryzacji
Rodnik TEMPO może być stosowany jako mediator polimeryzacji. Jako inicjatory polimeryzacji mogą być wówczas używane alkoksyaminowe pochodne TEMPO. W podwyższonej temperaturze wiązanie C−O ulega homolitycznemu rozpadowi tworząc TEMPO i odpowiedni rodnik, który inicjuje polimeryzację. Największy wpływ na polidyspersyjność końcowego produktu (polimeru), a co za tym idzie jego właściwości, ma szybkość reakcji wzrostu łańcucha (kp). Kinetyka tego procesu jest kontrolowana za pomocą rodnika TEMPO w medium reakcyjnym, który może rekombinować z terminalnym rodnikiem łańcucha o szybkości kc. Duża szybkość reakcji rekombinacji (kc) i mała wartość stałej szybkości dysocjacji kh prowadzi do zmniejszenia stężenia makrorodnika, a w konsekwencji do spowolnienia szybkości procesu, co pozwala na otrzymanie polimerów o niskiej polidyspersyjności.